# Соколовский, Влад
Влад Соколо́вский (настоящее имя — Всеволод Андреевич Соколовский; род. 24 сентября 1991, Москва) — российский певец, автор-исполнитель, продюсер, танцор, актёр, телеведущий, участник балета Аллы Духовой «Тодес», бывший солист группы «БиС». В настоящее время сольный исполнитель, работающий на стыке R&B и euro-pop.

## Биография
Родился 24 сентября 1991 в семье артистов. Отец: Андрей Александрович Соколовский (род. 31 октября 1965) — хореограф, основатель и солист вокально-танцевальной группы «ИКС-Миссия»; мать: Ирина Всеволодовна Соколовская (в девичестве Сербина-Херц) (род. 11 января 1953) — заслуженная артистка России, в прошлом артистка цирка (танец на проволоке), режиссёр-постановщик, сестра — Дарина Сербина.

### Начало музыкальной карьеры
Влад Соколовский впервые вышел на сцену в три года. С Филиппом Киркоровым он исполнил хит «Зайка моя». В таком виде номер ещё год исполнялся в гастрольном туре известного певца, получившем название «Я не Рафаэль» (1994). А в 1996 году Соколовский исполнил хит «Зайка моя» уже в программе «Утренняя звезда». В 2012 артист исполнил эту же песню в программе «Достояние республики» с Нюшей.
В 1996-м Влад поступил в Школу искусств, где четыре года обучался классическому и народному танцам.
С 2001 года учился в студии «Тодес».
Также в 2001 году в рамках промокампании одноимённого бренда молочной продукции выходит клип «Рыжий Ап» (автор слов и музыки Владимир Сайко, режиссёр Елена Белянская). Так же Соколовский выступает с песней «Рыжий Ап» на юбилее «Тодеса» (15).
В 2002, 2004 годах принимает участие в музыкальном цирковом представлении «Сказочное путешествие» по мотивам сказки Джеймса Барри «Питер Пэн» (роль Джона). Режиссёр-постановщик — дрессировщица, народная артистка России Таисия Корнилова.
С 2004 Влад Соколовский выступает в основной рабочей детской группе балета «Тодес».
В том же 2004 году по сказке Сергея Михалкова «Праздник непослушания» выходит одноимённый мюзикл (автор музыки — Ашот Филипп, режиссёр-постановщик — Вадим Данцигер), в котором Влад Соколовский играл роль Малыша.
Всё это время Соколовский периодически выступает с группой «ИКС-миссия», принимает участие в съёмках их клипов, записях песен, у него в репертуаре также есть сольные песни — «Наташка» и «Рыжий Ап».
В 2006 году — после ухода из группы «ИКС-Миссия» одного из солистов Соколовский становится полноправным участником группы.

### Фабрика звёзд
Летом 2007 Влад Соколовский проходит кастинг на Фабрику звёзд 7. За время существования проекта он много раз становился победителем различных голосований среди телезрителей и радиослушателей. Дважды становился лучшим фабрикантом по мнению телезрителей Первого канала, дважды по мнению зрителей Муз-ТВ, его номера были признаны лучшими (дуэт с Юлией Савичевой, номер с Викторией Дайнеко и Дмитрием Бикбаевым), два приза — ротации от радио Европа Плюс за песни «Поп-корн» и «Ближе» (автор музыки и слов — Марк Тишман), два приза от Русского радио за песню «Ближе» — ротация и Золотой Граммофон (на итоговом концерте в «Олимпийском» 28 ноября 2007), также читатели журнала «Yes!-звёзды» назвали Влада одним из трёх самых интересных «фабрикантов» Фабрики звёзд 7, наряду с Анастасией Приходько и Марком Тишманом.
18 ноября 2007 года на 13-м Отчётном Концерте «Фабрики звёзд 7», состоялось первое выступление группы «БиС», в которую вошли Влад Соколовский и Дмитрий Бикбаев. Уже на следующем отчётном концерте «БиС» становится победителем зрительского голосования. Также до конца Фабрики звёзд 7 группа получает призы от радио «Европа Плюс», канала Муз-ТВ (малая и 2 большие «тарелочки»), а песня «Твой или ничей» получает больше всего голосов за все 3 месяца существования Фабрики звёзд 7.
9 декабря 2007 года — Финал «Фабрики звёзд-7». Группа БиС вместе с группой «Инь-Ян» становится «бронзовым» призёром.

### Группа «БиС»
С 18 ноября 2007 года Влад Соколовский выступает в составе дуэта БиС совместно с Дмитрием Бикбаевым. За 2,5 года существования группа стала лауреатом многих премий, в том числе таких престижных, как Золотой Граммофон 2008, Песня Года 2008, Премия Муз-ТВ 2009 в категории «Лучшая поп-группа».
В марте 2009 года выходит альбом «Двухполярный мир» (2009 «Мистерия звука»). Заглавной песней альбома стала песня, написанная Владом Соколовским. Также в альбом вошли песни Влада Соколовского, написанные им в соавторстве: «Пауза Повтор» (Маргарита Герасимович/Влад Соколовский) и «Ночи без тебя» (Влад Соколовский /Дмитрий Бикбаев). Так же певец является соавтором песни, на которую снят последний клип группы — «Пустота» (Влад Соколовский, Константин Меладзе).
С 2008 по 2010 год выходит пять клипов: песня и клип «Твой или ничей» (2008, Режиссёр Алан Бадоев), «Катя» (2008, Режиссёр Алан Бадоев), «Кораблики» (2009, Режиссёр Алан Бадоев), «Мистер Диджей» (2009, Режиссёр Сергей Солодкий), «Пустота» (2009, Режиссёр Сергей Солодкий). Каждый из клипов долгое время занимал первые места в хит-парадах ведущих российских музыкальных каналов.
В начале лета 2010 года группа «БиС» прекращает существование. Влад Соколовский продолжает сотрудничество с Константином Меладзе, но уже в качестве сольного исполнителя.

### Сольный проект VS
24 сентября 2010 года состоялась презентация сольного проекта Влада Соколовского — VS. На презентации в интервью журналистам певец не стал ограничивать свой проект какими-то жёсткими стилевыми рамками.
На данный момент проект VS можно характеризовать как вокально-танцевальный проект, в котором соединились такие направления как pop, soul, R&B и профессиональный танцевальный перформанс на сцене.
01 октября 2010 состоялась радио-премьера сольной песни Влада Соколовского «Любопытно» на Love Radio. Уже в середине декабря 2010года Михаил Венгеров, участник дуэта Vengerov&Fedoroff, выпускает ремикс на эту песню.
19 ноября 2010 года — на Первом канале выходит очередной выпуск музыкальной шоу-программы «Достояние Республики», посвящённый композитору Игорю Матвиенко. В рамках этой программы Влад Соколовский выступает со своей версией хита 1980-х «Девчонка-девчоночка». Новая аранжировка была высоко оценена автором песни Игорем Матвиенко, который разрешил Соколовскому включить песню «Девчонка-девчоночка» в свой репертуар.
12 февраля 2011 года — на ежегодном концерте Big Love Show, организованном Love Radio, Влад Соколовский представил свой очередной сингл «До небес», радио-премьера которого состоялась 18 февраля в эфире Love Radio.
25 февраля 2011 года — на онлайн-конференции одного из интернет-порталов продюсер Константин Меладзе подтвердил, что с марта 2011 года возобновляет работу с Соколовским.

О Владе Соколовском могу сказать, что, если я взялся за него, как за сольный проект, значит, безусловно, парень перспективный. Чрезвычайно талантливый и, несмотря на юный возраст, очень взрослый артист, который настойчив, который работает не покладая рук. И который реально хочет чего-то добиться в нашем деле — это меня очень радует и внушает мне симпатию к нему.
— Константин Меладзе
С марта по май 2011 года Влад Соколовский принимает участие в проекте Первого канала «Фабрика звёзд. Возвращение» в составе команды своего продюсера Константина Меладзе (также в неё вошли Марк Тишман и группа «Инь-Ян»). Проект собрал лучших «фабрикантов» разных лет. Артист вошёл в число финалистов проекта.
В это же время (с марта по май 2011 года) в эфир Первого канала выходит экстремальное шоу «Жестокие игры. Второй сезон». Влад Соколовский проходит в суперфинал в паре с Юлией Чичериной.
13-14 июля 2011 года — Соколовский выступает в нескольких концертах в качестве гостя 20-го Международного Фестиваля искусств «Славянский базар в Витебске» (Беларусь).
20-22 августа 2011 года — в «Артеке» (Крым, Украина)
прошёл ежегодный Международный Конкурс молодых исполнителей популярной музыки «Детская новая волна 2011», на котором певец не только выступил в качестве «звёздного» гостя и представил широкой телеаудитории свою песню «Наши Голоса», но и вошёл в состав жюри.
24 сентября 2011 года — на портале «Красная звезда» состоялась премьера сингла «Сны».
В ноябре 2011 артист прекратил сотрудничество с продюсером Константином Меладзе.
Конец декабря 2011 года — приносит изменения в составе команды VS. А именно, Влад Соколовский начинает сотрудничество с Димой Биланом и Яной Рудковской, которые становятся его сопродюсерами.
4 марта 2012 года — на Love Radio звучит первый сингл Влада Соколовского «Ливни» — совместная работа с Димой Биланом и Яной Рудковской Песня является ремейком на композицию группы The Reason 4 — «Take It All», выпущенную в 2011 году.
25 марта 2012: Состоялась Премьера клипа Влада Соколовского на песню «Ливни».
3 июля 2012: вышел англоязычный трек «Spanish cafe».
9 октября 2012: состоялась премьера песни «Мир сошёл с ума», а 12 ноября — клипа.
В тот же период Соколовский прекращает сотрудничество с Рудковской и Биланом и начинает заниматься своей карьерой самостоятельно.
14 февраля 2013: вышло 2 песни: лиричная «Вслед за ветрами» и танцевальная «Новый день».
8 марта 2013: вышла акустическая версия песни «Новый день»
1 апреля 2013: вышел новый клип и песня «Ла ла ла».
26 июля 2013: вышла акустическая версия песни «Мир сошёл с ума».
14 августа 2013: вышел новый сингл «Осколки души» в поддержку дебютного альбома.
17 октября 2013: — выход дебютного альбома «Осколки души».
16 декабря 2013: вышел новый клип на песню «Я хочу тебя».
4 апреля 2014: состоялась премьера песни «Города».
29 сентября 2014 года, в свой день рождения, Влад Соколовский презентовал новый клип на песню «Всё возможно», на следующий день премьера состоялась в интернете.
29 декабря 2014: состоялась премьера песни «Русская зима».
15 марта 2015 стартовал проект альтер эго #VSDEMO. Суть проекта в том, что 1 раз в две недели на официальном канале Влада Соколовского в Youtube в разделе VSDEMO появляются новые аудио — демки авторства певца. Демо представляют собой «творчество в чистом виде», треки, не подстроенные под запросы телеканалов и радио, созданные только для поклонников, раскрывающие потенциал артиста. В рамках проекта вышли треки «Go away» (15 марта 2015), «Waiting» (29 марта 2015), «Стимулирует» (15 апреля 2015), «Sextime» (26 апреля 2015), «Apologize» (24 мая 2015), «На море» (7 июня 2015), «Give me more» (20 июня 2015), «Why I love you» (19 июля 2015). Также в рамках проекта вышли клипы на трек «Go away» (10 мая 2015) и на трек «Стимулирует» (6 июля 2015).
21 марта 2015: состоялась премьера песни «По краю».
27 мая 2016 года Влад Соколовский выпустил клубный альбом «VSXX. Стимулирует», основой которого стал музыкальный эксперимент «VS-Demo». Презентация альбома состоялась в московском клубе «Royal Arbat».

## Личная жизнь
- С 2008 по 2011 год встречался с Дарией Гарнизовой (дочь композитора Алексея Гарнизова, участница балета Аллы Духовой «Тодес», директор одной из студий Тодес «Западный»).
- Бывшая жена (с июня 2015 по сентябрь 2018) — Маргарита Герасимович (Рита Дакота), с которой участвовал вместе в проекте «Фабрика звёзд-7»[23][24].
  - Дочь Мия (род. 23 октября 2017).
- 25 октября 2021 года Влад рассказал в инстаграм, что его девушка Ангелина Суркова ждёт ребёнка. В феврале 2022 года артист сообщил, что у него родился сын, мальчика назвали Дэвид[25]. Пара поженилась 3 марта 2022 года.

## Прочие факты
- В 5 лет Влад Соколовский сыграл эпизодическую роль в фильме Георгия Юнгвальд-Хилькевича «Афера, музыка, любовь» 1997 г.
- Принял участие в русской адаптации сериала «Как я встретил вашу маму» (2010-2011 г.) в роли самого себя[26].
- Дважды выступал в роли ведущего музыкальных концертов: «Детская Новая Волна» (2009) и «Рождественская Песенка Года» (2010)[27].
- Участвовал в развлекательных ТВ-программах, таких как: «Большие Гонки», «Жестокие игры. 2 сезон»[13], «Сто к одному», «Всё по-нашему!» («Революция по-нашему» и «Всё по-нашему. 7 марта!»), «Мафия» (Муз-ТВ), «Контрольная закупка», «Театр эстрады», «Ледниковый период» и многих других.
- Принимает активное участие в различных социальных и благотворительных акциях и проектах: «Доброта растопит лёд» (Единая Россия, 2010[28] и 2011[29]), «Стань первым» (Первый канал, 2010[30] и 2011[31]), «Засветись! Стань заметен на дороге» (проект Госавтоинспекции МВД России[32], 2010[33]), и другие.
- Совместно с отцом попробовал себя в роли главного редактора журнала «Yes!-звёзды» № 58 2010 г.[34]
- На протяжении всего творческого пути артиста поддерживает фан-клуб VS-TEAM, получивший премию RU TV, как лучший фан-клуб года.
- Любит восточную кухню и сам готовит ферганский плов[35].
- В сентябре 2022 года стал участником третьего сезона шоу «Звёзды в Африке. Битва сезонов» на телеканале ТНТ.

## Дискография
- «Двухполярный мир» (2009; в составе «БиС»)
- «Осколки души» (2013; первый сольный альбом)
- «VSXX. Стимулирует» (2016; клубный проект)
- «Настоящий» (2019)[36]
- «По Касательной» (2020; EP)

## Видеография
| Год                  | Клип                            | Режиссёр                                      | Альбом                |
| В составе группы БиС | В составе группы БиС            | В составе группы БиС                          | В составе группы БиС  |
| -------------------- | ------------------------------- | --------------------------------------------- | --------------------- |
| 2008                 | «Твой или ничей»                | Алан Бадоев                                   | «Двухполярный мир»    |
| 2008                 | «Катя»                          | Алан Бадоев                                   | «Двухполярный мир»    |
| 2009                 | «Кораблики»                     | Алан Бадоев                                   | «Двухполярный мир»    |
| 2009                 | «Мистер DJ»                     | Сергей Солодкий                               | «Двухполярный мир»    |
| 2009                 | «Пустота»                       | Сергей Солодкий                               | без альбома           |
| Сольная карьера      |                                 |                                               |                       |
| 2012                 | «Ливни»                         | Резо Гигинеишвили                             | «Осколки души»        |
| 2012                 | «Гонки» (feat. Паулина Анисько) | Никита Спектор                                | без альбома           |
| 2012                 | «Мир сошёл с ума»               | Марат Адельшин                                | «Осколки души»        |
| 2013                 | «Ла-ла-ла»                      | Иван Лебедев                                  | «Осколки души»        |
| 2013                 | «Осколки души»                  | Вадим и Екатерина Шатровы ("Студия...Другие") | «Осколки души»        |
| 2013                 | «Я хочу тебя»                   | Вадим и Екатерина Шатровы ("Студия...Другие") | «Осколки души»        |
| 2014                 | «Города»                        | Игорь Лобанов                                 | без альбома           |
| 2014                 | «Всё возможно»                  | Вадим и Екатерина Шатровы ("Студия...Другие") | «Осколки души»        |
| 2015                 | «По краю»                       | Вадим и Екатерина Шатровы ("Студия...Другие") | без альбома           |
| 2015                 | «Ночной звонок»                 | Екатерина Шатрова                             | без альбома           |
| 2016                 | «Мишень»                        | Алексей Голубев                               | «VSXX. Стимулирует»   |
| 2017                 | «На мне» (feat. MCB 77)         | Александр Тихомиров                           | без альбома           |
| 2017                 | «Иди ко мне» (feat. MCB 77)     | Екатерина Шатрова                             | без альбома           |
| 2019                 | «Любовь не рассыпается»         | Андрей Аксенов                                | без альбома           |
| 2019                 | «Атомы»                         | Виктор Грабовец                               | «Настоящий»           |
| 2019                 | «Кайф»                          | Виктор Грабовец                               | без альбома           |
| 2019                 | «Я лечу домой»                  | нет данных                                    | без альбома           |
| 2019                 | «Изгой»                         | Андрей Аксенов                                | без альбома           |
| 2019                 | «Если начистоту» (Mood Video)   | Виктор Грабовец                               | без альбома           |
| 2020                 | «Найти себя»                    | Катя Рыбка                                    | без альбома           |
| 2020                 | «Тишина»                        | Виктор Грабовец                               | без альбома           |
| 2020                 | «Запястье»                      | Виктор Грабовец                               | «По Касательной» (EP) |
| 2020                 | «Блогерский дом» (feat. SLEEPY) | Виктор Грабовец                               | без альбома           |
| 2021                 | «Раны»                          | Виктор Грабовец                               | без альбома           |
| 2022                 | «Последний танец»               | Нуржан Кузганбаев                             | без альбома           |

## Чарты
| Год  | Название           | Чарты                               | Чарты                           | Чарты                               | Альбом |
| Год  | Название           | Россия и СНГ (TopHit Общий Топ-100) | Радиочарт по заявкам TopHit 100 | Россия и СНГ (TopHit Общий годовой) | Альбом |
| ---- | ------------------ | ----------------------------------- | ------------------------------- | ----------------------------------- | ------ |
| 2007 | «Попкорн»          | 6                                   | 6                               | 3                                   | TBA    |
| 2010 | «Любопытно»        | 169                                 | 36                              | -                                   | TBA    |
| 2011 | «До небес»         | 141                                 | 94                              | -                                   | TBA    |
| 2011 | «Сны»              | 193                                 | 74                              | -                                   | TBA    |
| 2012 | «Ливни»            | 1                                   | 1                               | 1                                   | TBA    |
| 2012 | «Мир сошёл с ума»  | 1                                   | 1                               | 1                                   | TBA    |
| 2013 | «Вслед за ветрами» | 203                                 | 92                              | -                                   | TBA    |
| 2013 | «Новый день»       | 247                                 | 109                             | -                                   | TBA    |
| 2013 | «Ла-Ла-Ла»         | 22                                  | 10                              | 3                                   | TBA    |
| 2013 | «Осколки души»     | 39                                  | 29                              | 10                                  | TBA    |

## Фильмография
- «Аферы, музыка, любовь» (1997) — эпизодическая роль
- «Наша Маша и Волшебный орех» (2009) — саундтрек «Песня Ника и Дика» в анимационном фильме[38] (в составе БиС)
- «Как я встретил вашу маму» (2010) — камео[26]
- «Универ. Новая общага» (2017) — телеведущий Артем Ребров [39] (постоянный персонаж с 13 сезона)
- «Кровавая барыня» (2017) — Дмитрий Фёдорович Тютчев, землемер.
- «Незнакомка в зеркале» (2018) — Роман, молодой музыкант.
- «Моя большая тайна» (2021) — Иван Андреевич, преподаватель актёрского мастерства в МДА.
- «The Тёлки» (2022) — Денис, друг главного героя Андрея Миркина и брат его жены Лены.
- «Постучись в мою дверь в Москве» (2024) — Олег, друг Сергея.

## Телевизионная карьера
- 2009 — Ведущий конкурса «Детская Новая Волна»[40] (в составе БиС)
- 2010 — Ведущий теле-концерта «Рождественская Песенка Года»[27]
- 2011—2012 — Член жюри конкурса «Детская Новая Волна»[41]
- 2013—2014 — Ведущий «Русского Чарта», «Elle Girl Chart-а» и «PRO-новостей» на канале Муз-ТВ
- 2016 — Ведущий конкурса «Детская Новая волна»

## Достижения и награды
- 2008 — Премия «Золотой граммофон» за песню «Ближе»[42]
- 2008 — Лауреат фестиваля «Песня года» с песней «Катя» (в составе БиС)
- 2009 — Лауреат фестиваля «Песня года» с песней «Кораблики» (в составе БиС)
- 2009 — Премия Муз-ТВ в номинации «Лучшая поп-группа»[43] (в составе БиС)
- 2009 — Премия «FZ- Awards» — Фабрикант года[44] (в составе БиС)
- 2009 — Премия World Fashion Awards канала World Fashion Channel — спец. номинация «За лучший рингтон»[45] (в составе БиС)
- 2009 — Премия «Herbal Essences Young Icons» в номинации «Музыкальный коллектив года» или «Объём в кубе»[46] (в составе БиС)
- 2010 — Премия «FZ- Awards» — Лучший фабрикант года[47]
- 2010 — Итоги года от журнала «Yes!» — «Лучший певец 2010»[48]
- 2010 — Премия «LOVE RADIO Awards» в номинации «Секс-символ года среди мужчин»[49]
- 2013 — Премия RU.TV в специальной номинации «Тренд года (Палата № 6)» за самый сумасшедший клип «Мир сошел с ума» по версии канала RU.TV
- 2014 — Премия RU.TV в специальной номинации «Фан Или Профан»
- 2014 — Премия Oops! Choice Award в номинации «Лучший клип» за песню «Я хочу тебя»
- 2014 — Премия Dance.RUssian Awards 2014 по итогам Третьей всероссийской танцевальной премии в номинации «SHOWBIZ DANCE IDOL»